# Norbert Schläbitz

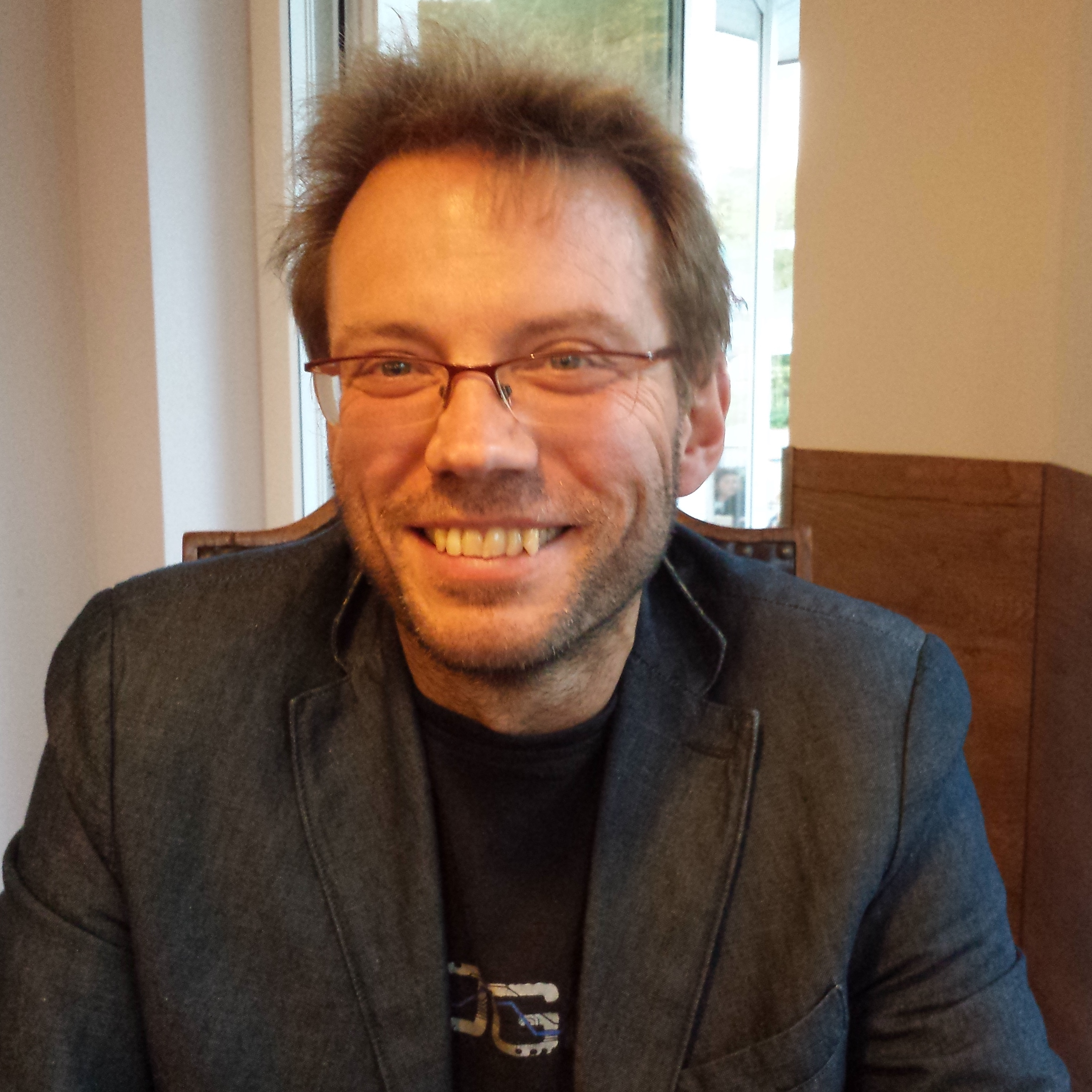
Norbert Schläbitz (2014)

Norbert Schläbitz (* 1959 in Essen) ist ein deutscher Musikpädagoge, Musikwissenschaftler, Medienphilosoph und Musiker. seit 01.08.2025 emeritiert.

## Werdegang

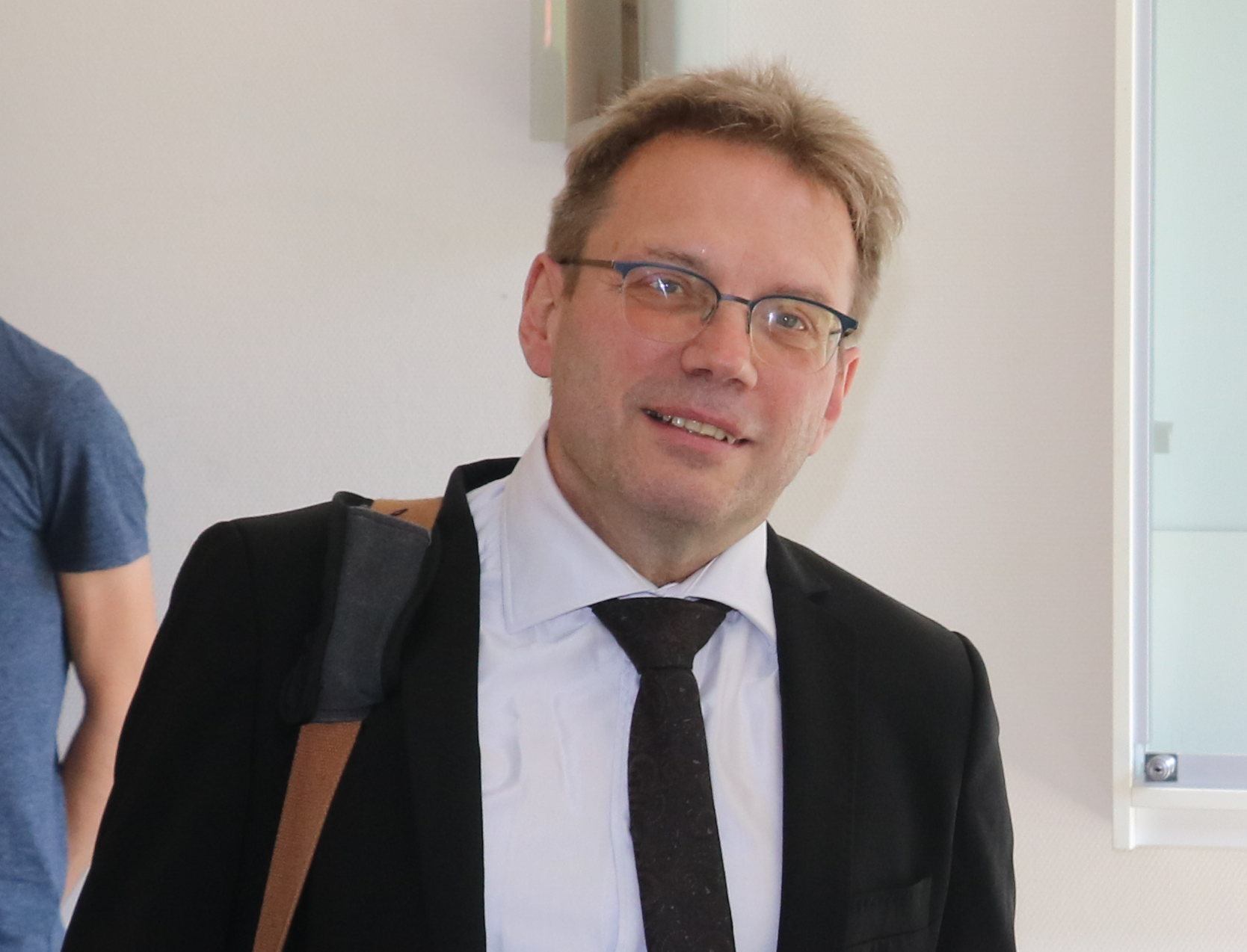
Professor of Music and Music Education at the University of Münster, with a focus on digital media, 2025

Schläbitz ist Professor für Musikpädagogik an der Westfälischen Wilhelms-Universität Münster. Er absolvierte ein Lehramtsstudium (Sek. II/I) an der Gesamthochschule in Essen und studierte die Fächer Musik und Deutsch. Dem Beruf als Studienrat z. A. an einer Gesamtschule ging er beinahe zehn Jahre nach.
Als ehemaliger Filmmusikkomponist komponierte er zudem Musik für viele Sender und Firmen (z. B. IBM, Schott, diverse namhafte Autofirmen u. a.).
1996 promovierte er an der Universität Essen mit der preisgekrönten Arbeit „Der diskrete Charme der Neuen Medien“ zum Dr. phil. bei Werner Pütz und Norbert Bolz (Zweitgutachter). 2003 habilitierte Schläbitz an der TU Braunschweig im Bereich Musikpädagogik mit der Arbeit „Mit System ins Durcheinander. Musikkommunikation und Jugendsozialisation zwischen Hardnet und Softnet“.
2001 erfolgte die Berufung in den Bundesfachausschuss „Musik und Medien“ des Deutschen Musikrates, dessen Mitglied er bis 2004 war.
Seit dem Sommersemester 2004 ist er Professor für Musikdidaktik und Leiter des Faches Musikpädagogik. Von 2004 bis 2007 und von 2009 bis 2012 war er zudem Geschäftsführender Direktor des Instituts für Musikwissenschaft und Musikpädagogik an der Westfälischen Wilhelms-Universität Münster. Dem Vorstand Arbeitskreis Musikpädagogische Forschung (AMPF) gehörte er von 2005 bis 2010 an. Seit 2016 ist er Geschäftsführender Direktor des Instituts für Musikpädagogik an der Westfälischen Wilhelms-Universität.
Zu seinen Forschungsschwerpunkten gehört die Auseinandersetzung mit „Neue Medien und Musik“, der „populären Musik“, „Jugendkulturen“ als auch mit „Neuen Lernformen im Unterricht“. Zahlreiche Veröffentlichungen zu den genannten Themen stehen zu Buche. Neben seiner wissenschaftlichen Forschungstätigkeit ist er Verfasser zahlreicher unterrichtsdidaktischer Handreichungen in Deutsch und Musik. Unterrichtsmodelle zu G. Büchner, G. Hauptmann (zus. m. K. Pappas), F. Kafka, Bertolt Brecht zum Expressionismus, zur Sprache, Denken, Medienwirklichkeit oder zur Lyrik nach 1945 (Schöningh/Paderborn) sind teilweise Standardlektüre im Deutschunterricht. Daneben ist er Verfasser und Herausgeber der Reihe „EinFach Musik“ (Schöningh/Paderborn) und Autor und Herausgeber (zusammen mit Bernd Clausen) des Musikschulbuches „O-Ton“ (Schöningh/Paderborn).

## Zum Werk
Schläbitz operiert aus dem Horizont medientheoretischer Theoriegebäude (McLuhan, Kittler, Bolz u. a.) als auch aus dem Horizont der Systemtheorie nach Luhmann und anderer konstruktivistischer Ansätze. Er greift überkommene Vorstellungen auf und befragt sie auf ihre Hintergründe, dekonstruiert sie dabei immer wieder. Die Humboldt’sche Vorstellung neuhumanistischer Bildung wird dabei genauso kritisch infrage gestellt wie auch Ideen zur Kultur, die dieser einen herausgehobenen Stellenwert zuweisen. Kultur, zum Denkmal erhoben, dient nicht dem Menschen, sondern fördert eine bedenkliche Kanonbildung, die Kultur erstarren lässt, ihr das Leben nimmt und den Menschen in der Orbit der Kultur verdrängt. Kultur, zum Kanon erhoben, verführt zur unkritischen Vergötterung. Dagegen steht die Position, Kultur gegenwartsnah zu denken, zu überlegen, wo sie an die allgemeingesellschaftliche Kommunikation anschlussfähig ist. So wird Kultur beweglich, Wertschätzungen werden relativiert. Kultur danach hat keinen Wert an sich, sondern Wert schöpft sich allein aus Kommunikationsverhältnissen. Daraus ergeben sich zugleich musikpädagogische Konsequenzen, die den (jungen) Menschen ins Zentrum stellen und die der heutigen Lernkultur zuarbeiten (Stichwort: Lernen lernen).

## Der Musiker und schreibende Sportler
Norbert Schläbitz beleuchtet nicht allein von theoriegeleiteter Ebene aus Musik, Musikrezeption und Musikreflexion, er betätigt sich auch künstlerisch. Auf der 2018 erschienenen CD „Different Stories - different Tracks“ von „The Wise men project“ spielt er sämtliche Instrumente und zeichnet als Komponist für alle Songs verantwortlich. Veredelt werden die Songs von der Stimme seines Bruders Achim Schläbitz, der sämtliche Texte beisteuert. Zusammen bilden sie das Duo „The Wise men project“.
Seine jahrelangen Erfahrungen als Marathonläufer hat Norbert Schläbitz in dem Buch „Wenn ich denn laufe, dann laufe ich“ niedergelegt, in dem er sich als „Durchschnitts“-Marathonläufer präsentiert, der für andere Marathonläufer schreibt, die ebenfalls nicht zur Elite gehören und doch alle ihre Erfahrungen machen, die es wert sind, aufgeschrieben zu werden. Tenor des Buches: Man läuft, liebt und leidet nicht allein auf den 42,195 km. Es gibt in diesem Individualsport viel Gemeinsames, das verbindet.

## Publikationen (Auswahl)

### Monographien und Unterrichtsmodelle in Auswahl
- »Form follows function« oder: Wider die Mainstreamforschung - für Forschungspluralismus in der Musikpädagogik. Münster (Waxmann) 2025, open access:

https://www.waxmann.com/buecher/»Form-follows-content«-oder:-Wider-die-Mainstreamforschung-–-fuer-Forschungspluralismus-in-der-Musikpaedagogik
- Die Turing-Galaxis. Zur Ästhetik digitaler Musik und zum diskreten Charme der Neuen Medien. Osnabrück (epOs-Music) 2022 (890 Seiten)
- Als Musik und Kunst dem Bildungstraum(a) erlagen. Vom Neuhumanismus als Leitkultur, von der „Wissenschaft“ der Musik und von anderen Missverständnissen. Göttingen (Vandenhoeck & Ruprecht) 2016
- Der diskrete Charme der neuen Medien: digitale Musik im medientheoretischen Kontext und deren musikpädagogische Wertung. 1997/2011
- Mit System ins Durcheinander: Musikkommunikation und (Jugend-)Sozialisation zwischen „Hard-Net“ und „Soft-Net“. Osnabrück (epOs-Music) 2004

- Unterrichtsmodell Musik und Lyrik. In: EinFach Musik, hg. v. Norbert Schläbitz. Braunschweig (Westermann) 2025
- Unterrichtsmodell zu Bertolt Brecht. Der gute Mensch von Sezuan. Mit einem Kapitel zur Musik bei Brecht. In: EinFach Deutsch, hg. von Johannes Diekhans. Paderborn (Schöningh) 2010
- Schläbitz, Norbert: Franz Kafka: Der Prozess (Textausgabe). EinFach Deutsch, hg. von Johannes Diekhans. Paderborn (Schöningh) 2001
- Unterrichtsmodell zu Franz Kafka: Der Prozess. (Vollständige Überarbeitung und Erweiterung) EinFach Deutsch, hg. von Johannes Diekhans. Paderborn (Schöningh) 2013
- Schläbitz, Norbert: Georg Büchner: Dantons Tod (Textausgabe). In: EinFach Deutsch, hg. von Johannes Diekhans. Paderborn (Schöningh) 2008 (mittlerweile 4. Auflage 2008)
- Unterrichtsmodell zu Georg Büchner. Dantons Tod. EinFach Deutsch, hg. von Johannes Diekhans. Paderborn (Schöningh) 2008
- Schläbitz, Norbert: Georg Büchner: Woyzeck (Textausgabe) mit einem Kapitel zur Oper Wozzeck von Alban Berg. In. EinFach Deutsch, hg. von Johannes Diekhans. Paderborn (Schöningh) 1999 (mittlerweile 15. Auflage/2011)
- Unterrichtsmodell zu Georg Büchner. Woyzeck (Drama)/Wozzeck (Oper). In: EinFach Deutsch, hg. von Johannes Diekhans. Paderborn (Schöningh) 2000 (13. Auflage 2013)
- Unterrichtsmodell zu Georg Büchner. Woyzeck (Drama)/Wozzeck (Oper). Neubearbeitung. In: EinFach Deutsch, hg. von Johannes Diekhans. Braunschweig (Westermann) 2018
- Unterrichtsmodell zum lit. Expressionismus unter Berücksichtigung der Musik im Expressionismus. In: EinFach Deutsch, hg. von Johannes Diekhans. Paderborn (Schöningh) 2003
- Unterrichtsmodell zum lit. Expressionismus unter Berücksichtigung der Musik im Expressionismus. (Vollständige Überarbeitung und Erweiterung) In: EinFach Deutsch, hg. von Johannes Diekhans. Paderborn (Schöningh) 2016
- Unterrichtsmodell zur Lyrik nach 1945, hg. von Johannes Diekhans. Paderborn (Schöningh) 2007 (mittlerweile 3. Auflage 2009)
- (zusammen mit Melanie Prenting): Unterrichtsmodell zu Sprache – Denken – (Medien-)Wirklichkeit. EinFach Deutsch, hg. von Johannes Diekhans. Paderborn (Schöningh) 2008 (mittlerweile 3. Auflage 2009)

### Herausgeberschaft
- Interkulturalität als Gegenstand der Musikpädagogik. Essen (Blaue Eule) 2007
- Interdisziplinarität als Herausforderung musikpädagogischer Forschung. Essen (Blaue Eule) 2009
- EinFach Musik. (Unterrichtsmodelle). Paderborn (Schöningh) seit 2007 (Reihe)
- (zusammen mit Bernd Clausen) Herausgeber des Musikschulbuches O-TON 1. Paderborn (Schöningh) 2011
- (zusammen mit Bernd Clausen) Herausgeber des Musikschulbuches O-TON 1 (Neuauflage). Braunschweig (Westermann) 2021
- (zusammen mit Bernd Clausen) Herausgeber des Musikschulbuches O-TON 2. Paderborn (Schöningh) 2013
- (zusammen mit Michael Ahlers u. Robert Lang) Herausgeber des Musikschulbuches O-TON Oberstufe. Paderborn (Schöningh) 2017

### Aufsätze in Auswahl
- Zur Menschwerdung. Musikalische Situationen bei Günther Anders. In: Khittl, Christoph unter Mitarbeit von Markus Hirsch (Hg.): „In-Musik-sein“ - die musikalische Situation nach Günther Anders. Interdisziplinäre Annäherungen in musikpädagogischer Absicht. Wiener Reihe Musikpädagogik, Bd. 3. Münster (Waxmann) 2022
- Abschied nehmen vom schönen Klang. In: Loritz, Martin D./ Becker, Andreas/Eberhard, Daniel Mark/Schlegel, Clemens M.: (Hg.): Musik – Pädagogisch – Gedacht. Reflexionen, Forschungs. und Praxisfelder. Festschrift für Rudolf-Dieter Kraemer zum 65. Geburtstag. Augsburg (Wissner) 2011
- Ästhetische Erziehung. In: Einsiedler, Wolfgang/Götz, Margarete/Heinzel, Friederike/Hartinger, Andreas/Kahlert, Joachim/Sandfuchs, Uwe (Hg.): Handbuch Grundschulpädagogik und Grundschuldidaktik. Bad Heilbrunn (Klinkhardt) 2011
- Ästhetische Erziehung. In: Dühlmeier, Bernd/Melzer, Wolfgang/Rausch, Adly/Sandfuchs, Uwe (Hg.): Handbuch Erziehung. Bad Heilbrunn (Klinkhardt) 2012
- Die Historische Musikwissenschaft. Schwanengesang der Disziplin und Plädoyer für eine grundlegende Reformierung. In: Diskussion Musikpädagogik, Heft 44, 4. Quartal 2009, hg. von Hildegard Junker Verlag/Christoph Richter
- Historische Musikwissenschaft, eine postfaktische Disziplin. 2017, http://www.dennisschuetze.de/blog/2017/02/01/historische-musikwissenschaft-eine-postfaktische-disziplin/#more-4385
- Ex Machina. In: Neue Zeitschrift für Musik 157, Heft 5/96 (September/Oktober)
- Für eine musikpädagogisch relevante Musikwissenschaft. In: Zeitschrift Diskussion Musikpädagogik, Heft 41, 1. Quartal 2009, hg. von Hildegard Junker Verlag/Christoph Richter
- Mashup und das Ende aller Zeiten. In: Zeitschrift KulturPoetik, hg. v. Manfred Engel/Bernard Dieterle/Monika Ritzet/Benjamin Specht. Vandenhoeck & Ruprecht. Bd. 15, Heft 1. 2015
- Musiktheorie und veränderte Praxis. Anders sein, als man ist. In: Folker Froebe/Michael Polth/Stefan Rohringer/Jan Philipp Sprick (Hg.): Zeitschrift der Gesellschaft für Musiktheorie (ZGMTH). Hildesheim (Georg Olms) 2013
- Netz – Werk – Musik. In: Neue Zeitschrift für Musik 159, Heft 2/98 (März/April)
- Nicht isolieren. Integrieren! Kritik des monokausalen Musikunterrichtes. In: Kampe, Friedrich/Oberschmidt, Jürgen/Riemer, Franz (Hg.): Bericht vom 1. Niedersächsischen Landeskongress Musikunterricht. Hannover (ifmpf) 2014
- Populäre Musik und die Erlösung vom Adam- & Eva-Prinzip in der Musikpädagogik. In: Ahlers, Michael (Hg.): Popmusik-Vermittlung. Zwischen Schule, Universität und Beruf. Berlin (LIT-Verlag) 2015
- Soziale Systeme, Kommunikation und Musiktherapie. In: Rosemarie Tüpker (Hg.): Reader Musiktherapie. Institut für Musikwissenschaft und Musikpädagogik Münster. Norderstedt (Book on demand) 2008
- Sprachspiele in der Musikpädagogik – modern? In: Hermann Josef Kaiser (Hg.): Musikpädagogische Forschung in Deutschland. Essen (Blaue Eule) 2004
- The „winAmp“ takes it all – Zeit nehmen für einen zeitgerechten Musikunterricht. In: Kraemer, Rudolf-Dieter: Multimedia als Gegenstand musikpädagogischer Forschung. Essen (Die Blaue Eule) 2002

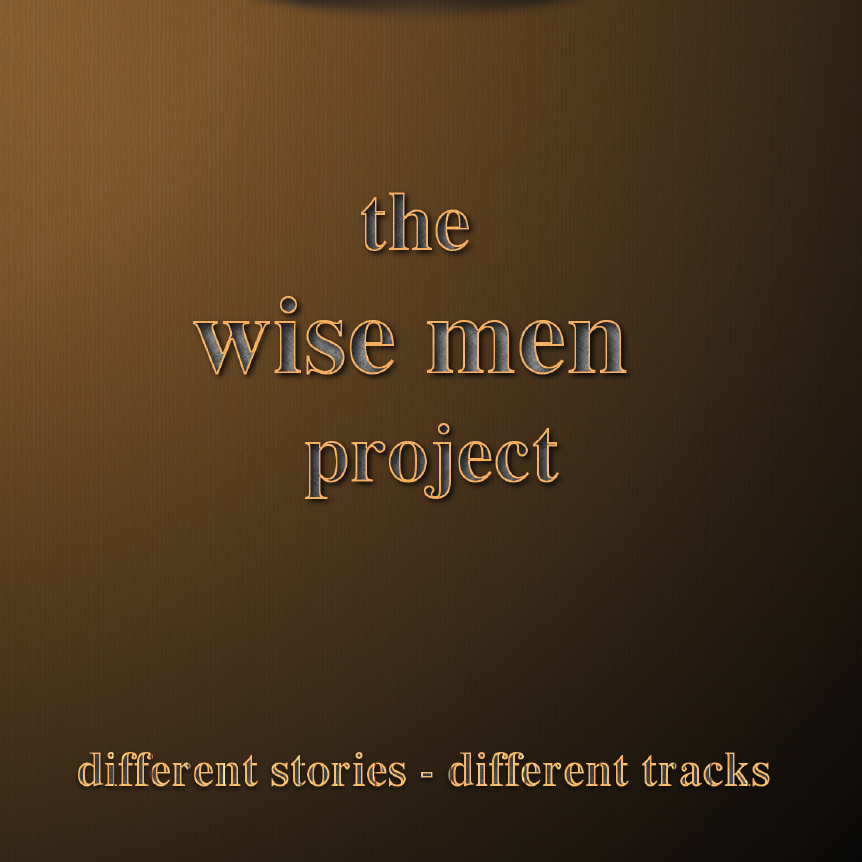
CD: The wise men project: Different stories - different tracks

- Von Herkunft auf Zukunft umstellen oder Bildung und Kultur eine Zukunft geben. In: Bailer, Noraldine/Enser, Gabriele (Hg.): Inselbilder. Musikdidaktische Konzeptionen im Diskurs. Rum/Innsbruck/Esslingen (Helbling) 2017
- Vom Dirigieren zum Moderieren. Lernumwelten in flexiblen Wissenswelten. In: Reinhard Voß (Hg.): LernLust und EigenSinn. Heidelberg (Carl Auer) 2005
- Wie sich alles „erhellt“ und „erhält“. Von der Musik der tausend Plateaus oder ihrem Bau. In: Szepanski, Achim/Kleiner, Markus S. (Hg.): Soundcultures (mit CD). Frankfurt/M. (Suhrkamp) 2003

### Weitere Schriften
- Wenn ich denn laufe, dann laufe ich. Von Lust und Leid beim Marathon. München (Copress) 2015

### Diskografie
- The wise men project: Different stories - different tracks. Lindeland Label Wendisch Evern. 2018. LC 83738